# پودموکی (ناحیه هاولیتشکوف برود)
پودموکی (به چکی: Podmoky) یک منطقهٔ مسکونی در جمهوری چک است که در ناحیه هاولیتشکوف برود واقع شده‌است. پودموکی ۹٫۶۹ کیلومتر مربع مساحت و ۱۱۹ نفر جمعیت دارد و ۳۴۰ متر بالاتر از سطح دریا واقع شده‌است.